# 新石器时代

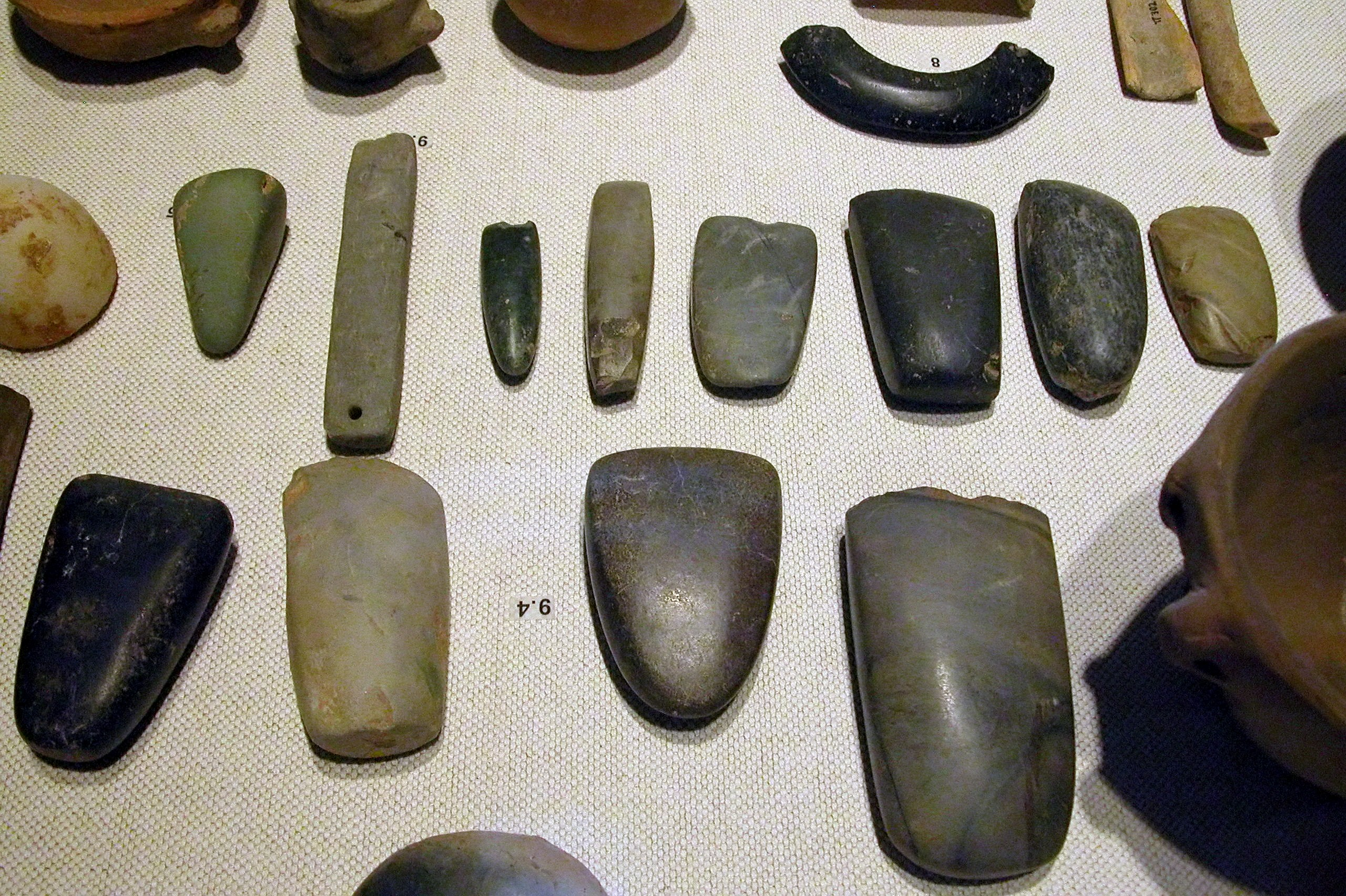
新石器時代工具

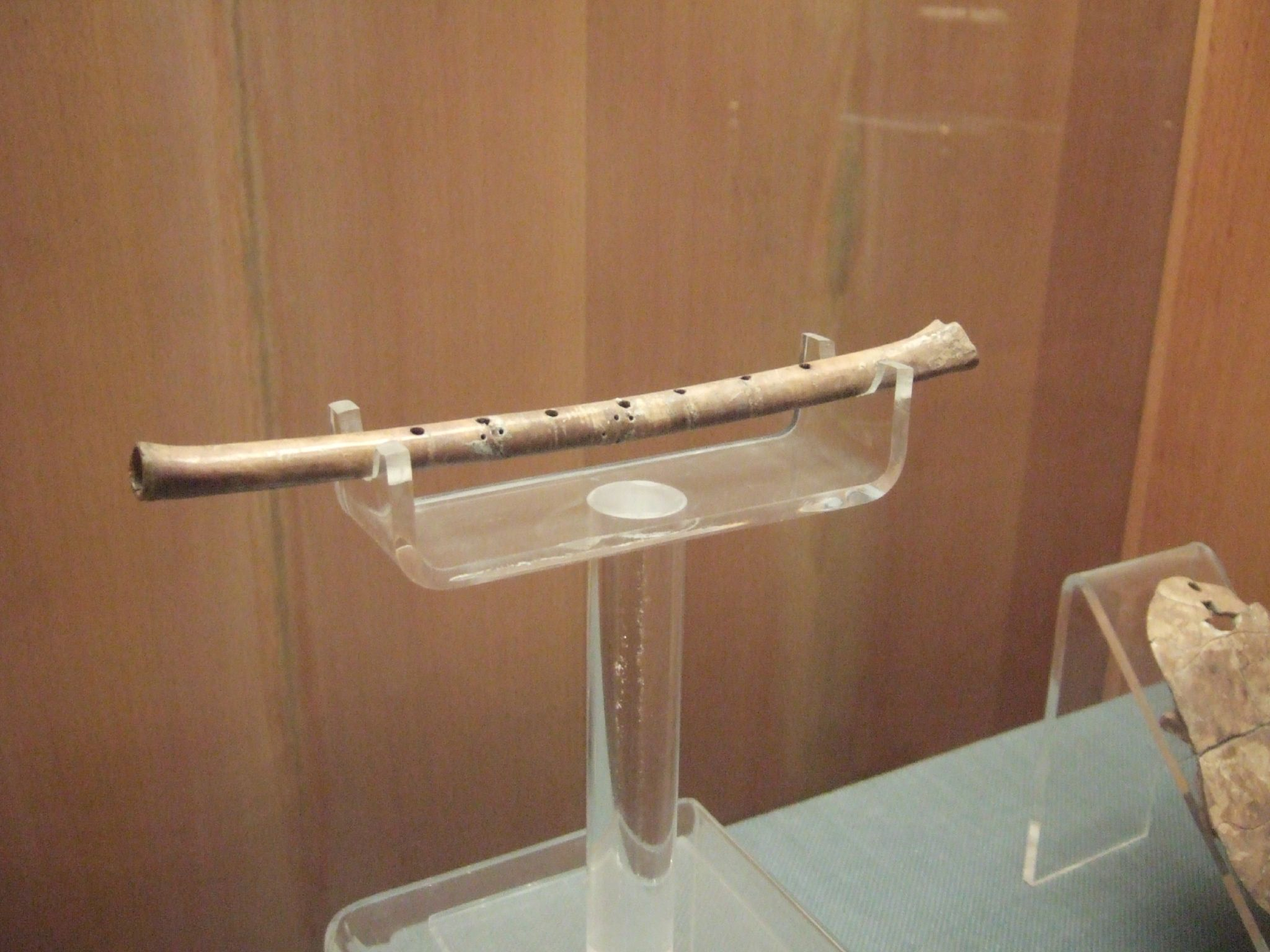
賈湖遺址出土的「中華第一笛」

新石器時代（Neolithic），在考古學上是石器時代的最後一個階段，以磨製石器和製作陶器為主，大約從1萬年前開始，結束時間從距今7,000多年至2,000多年不等。雖然，在有些地區，如中美洲，在西元後仍停留在新石器时代，不過那些地區還是有高度文明的出現，如馬雅文化。
新石器時代結束後，人類進入红銅時代（金屬器時代的最早期），也開始進入信史時代。

## 特點
就在這個時代，人類開始從事農業和畜牧，石器的製作也從打製變磨製，
將植物的果實種子加以播種，並把野生動物馴服以供食用，人類不再只依賴大自然提供食物，因此其食物來源變得穩定，同時農業與畜牧的經營也使人類由逐水草而居變為定居下來，節省下更多的時間和精力，而人類亦已經能夠製作陶器及紡織，在這樣的基礎上，人類生活得到了更進一步的改善，開始關注文化事業的發展，使人類開始出現文字。

## 世界各地

### 亞洲
在中國大陸，這個時代出現了彭头山文化、齐家文化、裴李岗文化、后李文化、兴隆洼文化、磁山文化、大地湾文化、新乐文化、趙寶溝文化、北辛文化、河姆渡文化、大溪文化、马家浜文化、仰韶文化、红山文化、大汶口文化、良渚文化、马家窑文化、屈家岭文化、龙山文化、宝墩文化、石家河文化、二里头文化、南莊頭文化、贾湖遗址、曇石山文化。
在臺灣有牛罵頭文化、牛稠子文化、圓山文化、店子窩文化、卑南文化與大坌坑文化。馬祖列島有北竿鄉亮島的亮島人文化、南竿鄉福澳遺址及莒光鄉熾隴坪遺址。
在朝鮮半島，当地人类文明迎来了櫛文土器時代。
在日本列岛，当地人类文明進入了绳纹时代。

### 北亞
- 鬼門洞遺址

### 歐洲
| 国家     | 文化遗址 |
| -------- | --- |
| 羅馬尼亞 | 博揚文化、切爾納沃德遺址、克索菲尼遺址、克克塔尼文化、杜德施提遺址、哈蒙格爾遺址、皮德斯特遺址、米拉斯勞遺址 |
| 匈牙利   | 巴克山遺址、提薩文化、提扎普爾加遺址、克勒什文化                                                             |
| 馬爾他   | 馬爾他巨神殿群                                                                                               |
| 希臘     | 薩斯科遺址、斯塔爾切沃文化                                                                                   |
| 英國     | 斯卡拉布雷遺跡                                                                                               |
| 烏克蘭   | 布格河-德涅斯特河文化、第聶伯河-頓涅茨河文化                                                                 |
| 俄羅斯   | 薩馬拉文化、赫瓦倫斯克文化                                                                                   |
| 保加利亞 | 瓦爾那文化、卡拉諾夫文化                                                                                     |
| 塞爾維亞 | 溫查文化 |

- 新石器時代中期歐洲發現的遺址
- 英国斯卡拉布雷遺跡
- 卡拉諾夫文化（英语：Karanovo culture）中發現的文物.

### 中美洲
墨西哥的奎略遗址，后来发展为馬雅文化。